# セバスチャン・ショウ
セバスチャン・ショウ（Sebastian Shaw, 1905年5月29日 - 1994年12月23日）は、イギリスの俳優、映画監督、小説家、劇作家、詩人。

## 略歴
ノーフォークのホルト生まれ。父親のジェフリー・ショウ（Geoffrey Shaw）は著名な作曲家、叔父のマーティン・ショウ（Martin Shaw）も同じく作曲家であった。
1980年代初頭にも精力的に活動を続け、ロイヤル・シェイクスピア・カンパニーのイアン・リチャードソン、ジョン・ネトルズ、マーティン・ベスト、アン・ファーバンクらと共に講師や生徒たちとディスカッションやワークショップを行なっていた。映画にはあまり出演しなくなっていたが、1987年、ニューヨーク映画祭で上映されたクレア・ペプロー監督の映画『ハイ・シーズン (映画)』での冷戦期のスパイ役の演技で高く称賛された。1988年および1989年のクリスマス・シーズン、バービカン・センターにて『オズの魔法使い』に出演し、魔法使い役を演じた。『タイム』誌は「オズの魔法使いの正体が彼だとわかると観客たちは喜んだ」と記した。

## 主な出演作品
| 公開年 | 邦題 原題                                                                  | 役名                       | 備考                           |
| ------ | -------------------------------------------------------------------------- | -------------------------- | ------------------------------ |
| 1935   | 文無し長者 Brewster's Millions                                             | フランク                   |                                |
| 1936   | 男は神に非ず Men Are Not Gods                                              | エドモンド・ダーヴィー     |                                |
| 1937   | 再び戦場へ Farewell Again                                                  | ギルバート・リード大尉     |                                |
| 1937   | 密告者 The Squeaker                                                        | フランク・サットン         |                                |
| 1939   | スパイ The Spy in Black                                                    | アシントン                 |                                |
| 1948   | 魔の山 The Glass Mountain                                                  | ブルース                   |                                |
| 1965   | イギリスは占領された!? It Happened Here                                    | リチャード・フレッチャー   |                                |
| 1983   | スター・ウォーズ/ジェダイの復讐 Star Wars: Episode VI - Return of the Jedi | アナキン・スカイウォーカー | 劇場初公開版、1997年特別版のみ |
| 1987   | ハイ・シーズン High Season                                                 | シャープ                   |                                |